# Prima bătălie din Champagne
Prima bătălie din Champagne (în franceză 1ère Bataille de Champagne) a avut loc în perioada 20 decembrie 1914 - 17 martie 1915 în Primul Război Mondial în regiunea Champagne din Franța și a fost cea de-a doua ofensivă a aliaților împotriva germanilor după ce operațiunile militare germane s-au încheiat după Prima bătălie de la Ypres din Flandra (19 octombrie - 22 noiembrie 1914). Bătălia s-a purtat de către Armata a IV-a Franceză și Armata a III-a Germană. Ofensiva a făcut parte dintr-o strategie a Armatei Franceze de a ataca poziția fortificată de la Noyon, o protuberanță pe noul Front de Vest, care se întindea din Elveția până la Marea Nordului. Prima bătălie de la Artois a început pe flancul nordic al poziției fortificate în 17 decembrie și ofensiva împotriva flancului sudic din Champagne a început trei zile mai târziu.

## Context

### Evoluții strategice
Pe la începutul lunii noiembrie, ofensiva germană în Flandra s-a încheiat și francezii au început să ia în considerare realizarea unor operațiuni ofensive de mare amploare. Atacurile franceze aveau scopul de ajuta armata rusă prin forțarea germanilor să păstreze mai multe forțe pe Frontul de Vest. După ce a studiat posibilitățile unei ofensive, Biroului Operatii al Marelui Cartier General (GQG: statul major al Armatei Franceze) a alcătuit un raport pe 15 noiembrie. Biroul a recomandat generalului Joseph Joffre efectuarea unei ofensive duble, cu atacuri în regiunile Artois și Champagne, pentru a zdrobi poziția fortificată de la Noyon. Raportul a remarcat faptul că ofensiva germană în vest se încheiase, iar un număr de 4-6 corpuri de armată fuseseră mutate pe Frontul de Est.
În ciuda lipsei de echipamente, artilerie și muniție, care l-a făcut pe Joffre să se îndoiască de obținerea unui succes decisiv, devenise necesară împiedicarea germanilor de a-și concentra forțele lor împotriva Rusiei. Principalele atacuri urmau să aibă loc prin Armata a X-a în Artois către Cambrai și prin Armata a IV-a (condusă de generalul Fernand de Langle de Cary) în Champagne, din Suippes către Rethel și Mézières, cu atacuri de susținere în alte părți. Obiectivele atacurilor erau împiedicarea germanilor de a muta trupe pe Frontul de Est și spargerea Frontului de Vest în mai multe locuri pentru a-i forța pe germani să se retragă.

## Bătălia

### Armata a IV-a
După o serie de încăierări minore, lupta a început pe 20 decembrie 1914, când corpurile I Colonial și XVII au atacat și au obținut câștiguri mici. Pe 21 decembrie, Corpul XII nu a reușit să avanseze pentru că cele mai multe găuri în gardul german de sârmă ghimpată s-au dovedit a fi acoperite cu mitraliere. Atacul Corpului XII a fost stopat și infanteria a început operațiuni de minare, în timp ce artileria franceză bombarda defensiva germană. După mai multe zile de atacuri, care au dus la ocuparea unor porțiuni mici de teritoriu, acțiunea principală a fost mutat de către Cary către zona centrală, în apropiere de Perthes, și o divizie a fost amplasată între Corpul I Colonial și Corpul XVII. Pe 27 decembrie, Joffre a trimis Corpul IV în zona Armatei a IV-a, ceea ce a făcut posibil ca de Langle să trimită o altă divizie a Corpului I înspre linia frontului. Pe 30 decembrie francezii au început un nou atac în timp ce germanii au contraatacat Corpul II pe flancul drept, au ocupat trei linii de apărare și au făcut multe victime. A doua zi, Corpul II a recuperat cea mai mare parte a terenului pierdut, dar nemții au efectuat patru contraatacuri mari împotriva Armatei a IV-a, care au dezorganizat ofensiva franceză. În următoarele zile, francezii au folosit focurile de artilerie pentru a menține presiunea asupra germanilor. Un contraatac din noaptea de 7/8 ianuarie i-a împins pe francezi la vest de Perthes, până când un alt atac francez a recuperat cea mai mare parte a terenului pierdut. Atacurile franceze au continuat pentru încă două săptămâni, fiind capturate porțiuni mici de teren și respinse mai multe contraatacuri germane, dar au dus la obținerea unor câștiguri mici până în momentul în care ofensiva a fost suspendată pe 13 ianuarie.

### Atacurile de sprijin
Atacurile de sprijin din regiunile Artois și Champagne efectuate de Armatele a II-a și a VIII-a și de trupele de pe coasta de la Nieuport au sprijinit Armata a X-a la Arras, în Prima bătălie din Artois (17 decembrie 1914 - 13 ianuarie 1915). Atacurile armatei a IV-a au fost susținute de Detașamentul Militar din Munții Vosgi, care a avut, de asemenea, mai puțin succes. Armatele de pe fronturile de sprijin au avut mult mai puține arme, iar  un atac al Corpului XI al Armatei a II-a de pe 27 decembrie nu a beneficiat de nici un sprijin al artileriei. În Vosgi, artileria franceză nu a început să tragă până când cele două divizii de atac nu au început să avanseze. Toate atacurile de sprijin au reprezentat eșecuri costisitoare.

### Contraatacurile germane

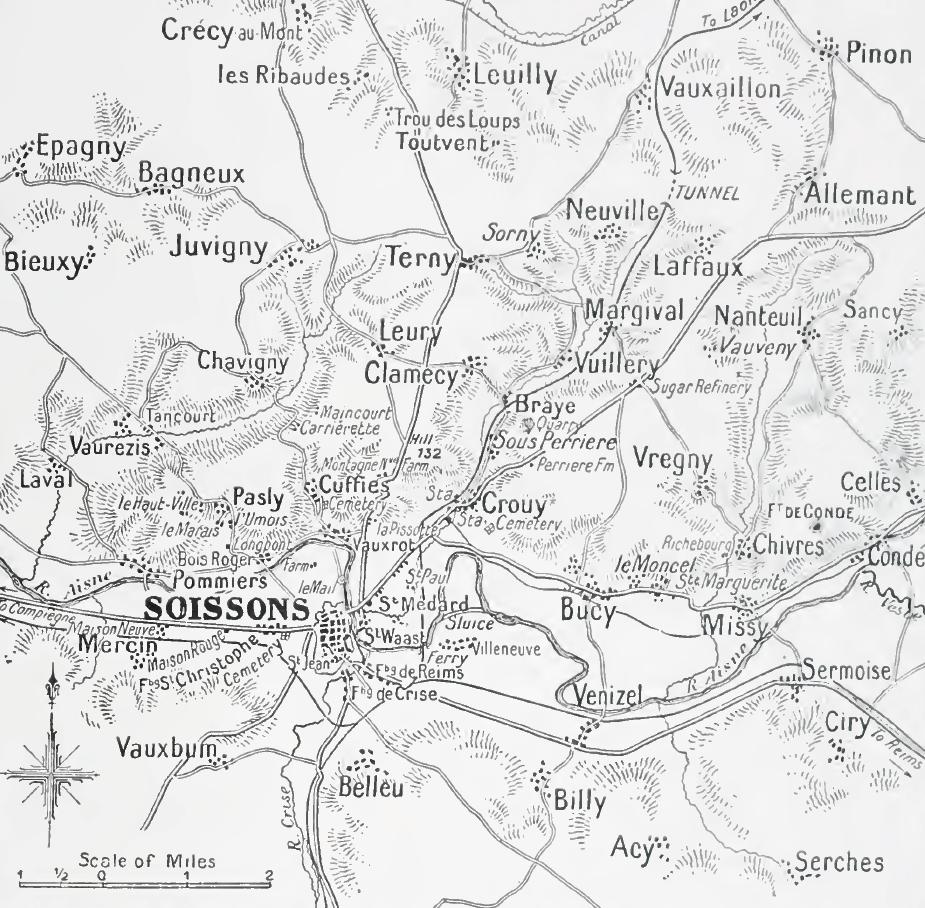
Zona Soissons, 1914-1915

La mijlocul lunii ianuarie a început un atac german la nord de Soissons, pe drumul spre Paris, dar atacul a fost efectuat de un număr mic de trupe, pentru a conserva rezervele pentru operațiunile de pe Frontul de Est, și a fost respins de apărătorii francezi. La sfârșitul lunii ianuarie a avut loc un atac german împotriva Armatei a III-a, care a apăra înălțimile din Aubréville aflate aproape de principala cale ferată către Verdun. După ce i-au împins înapoi, francezii au contraatacat de șase ori și au avut 2.400 de pierderi umane. Atacul german nu a reușit să devieze trupele franceze d pe flancurile poziției întărite Noyon.

## Urmări

### Analiză
De Langle a scris un raport cu privire la campanie, în care a afirmat că armata a urmat principiul de a evita o ofensivă în masă și a efectuat, în schimb, o serie de atacuri împotriva unor puncte cu semnificație tactică. Atunci când astfel de operațiuni au avut succes a devenit necesar să se realizeze pregătiri similare pentru un nou atac prin săparea unor tranșee mai apropiate și prin distrugerea defensivei germane cu focuri de artilerie. Obținerea unui progres prin „luptă continuă” era imposibilă și de Langle a susținut că atacurile succesive și metodice, pentru a captura punctele de importanță tactică, ar avea mai mult efect. Joffre a răspuns că eșecul ofensivei s-a datorat lipsei de sprijin din partea artileriei și infanteriei insuficiente. Atacurile au fost efectuate pe fronturi înguste de câteva sute de metri, în ciuda faptului că ofensiva avea loc pe un front de 19 km și a lăsat infanteria mult prea vulnerabilă în fața focului artileriei germane. De Langle a comandat efectuarea mai multor atacuri limitate, dar Joffre i-a spus lui Poincaré, președintele francez, că un război de mișcare era un drum lung care nu ducea nicăieri.

### Victime
În 2005, Foley a înregistrat circa 240.000 de victime franceze în februarie și circa 45.000 de victime germane,  folosind date din Der Weltkrieg, publicația oficială germană de război. În 2012, Sheldon a înregistrat 93.432 de victime franceze și 46.100 de victime germane.